# Sphyraena acutipinnis
Sphyraena acutipinnis är en fiskart som beskrevs av Day, 1876. Sphyraena acutipinnis ingår i släktet Sphyraena och familjen Sphyraenidae. Inga underarter finns listade i Catalogue of Life.